# Isoplatoides oceia
Isoplatoides oceia är en stekelart som först beskrevs av Walker 1839.  Isoplatoides oceia ingår i släktet Isoplatoides och familjen puppglanssteklar. Inga underarter finns listade i Catalogue of Life.